# Stralau

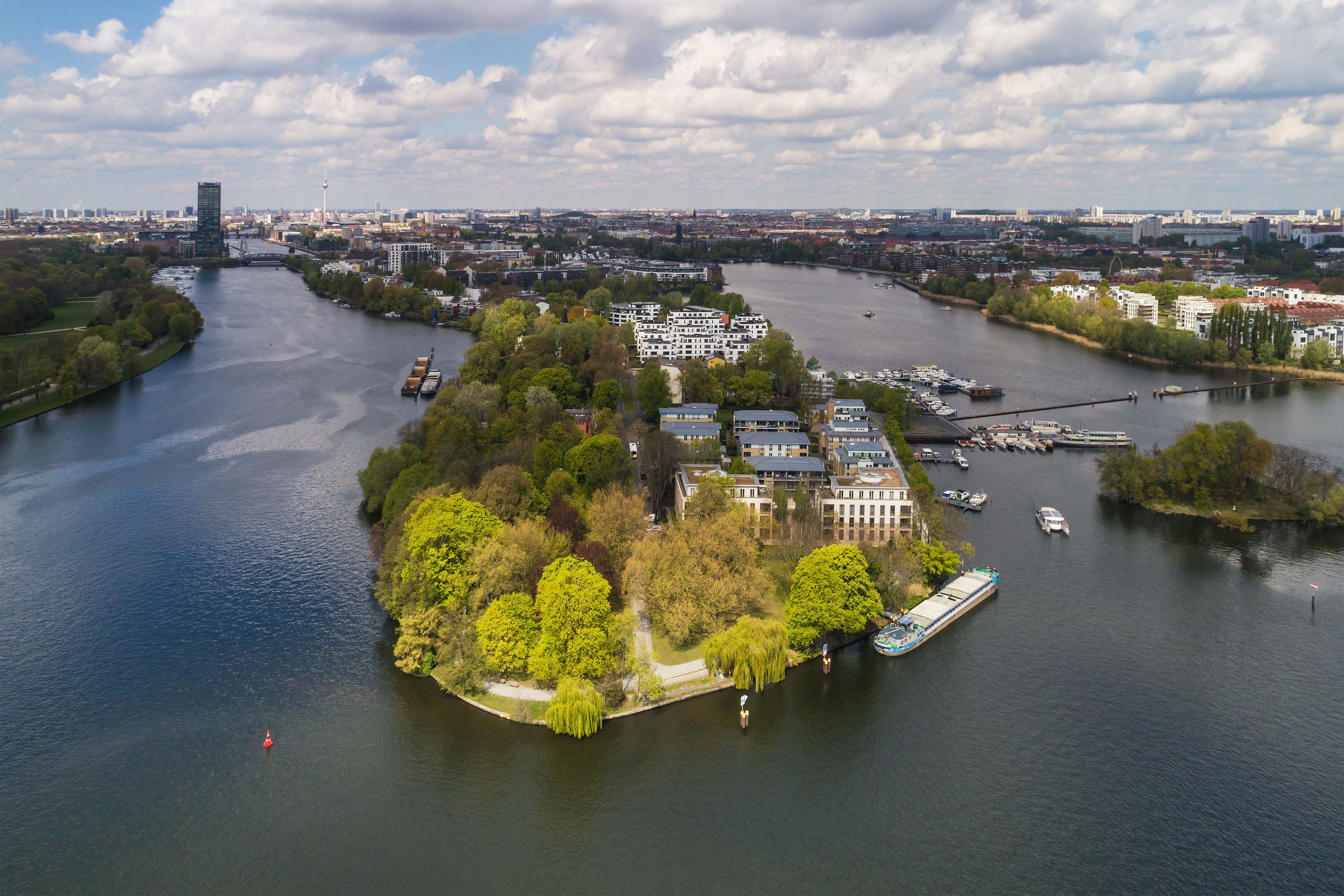

Stralau è una località del quartiere Friedrichshain di Berlino, situata su una penisola posta fra il fiume Sprea e la baia di Rummelsburg.
Stralau fu abitata da tempi molto antichi, ben prima di Berlino stessa, da popolazioni germaniche e slave. Il nome Stralow appare a partire dal XIII secolo.
Dopo lo sviluppo industriale del XIX secolo l'aspetto di Stralau è stato notevolmente trasformato: dell'antico centro abitato resta solo la chiesa (Dorfkirche).

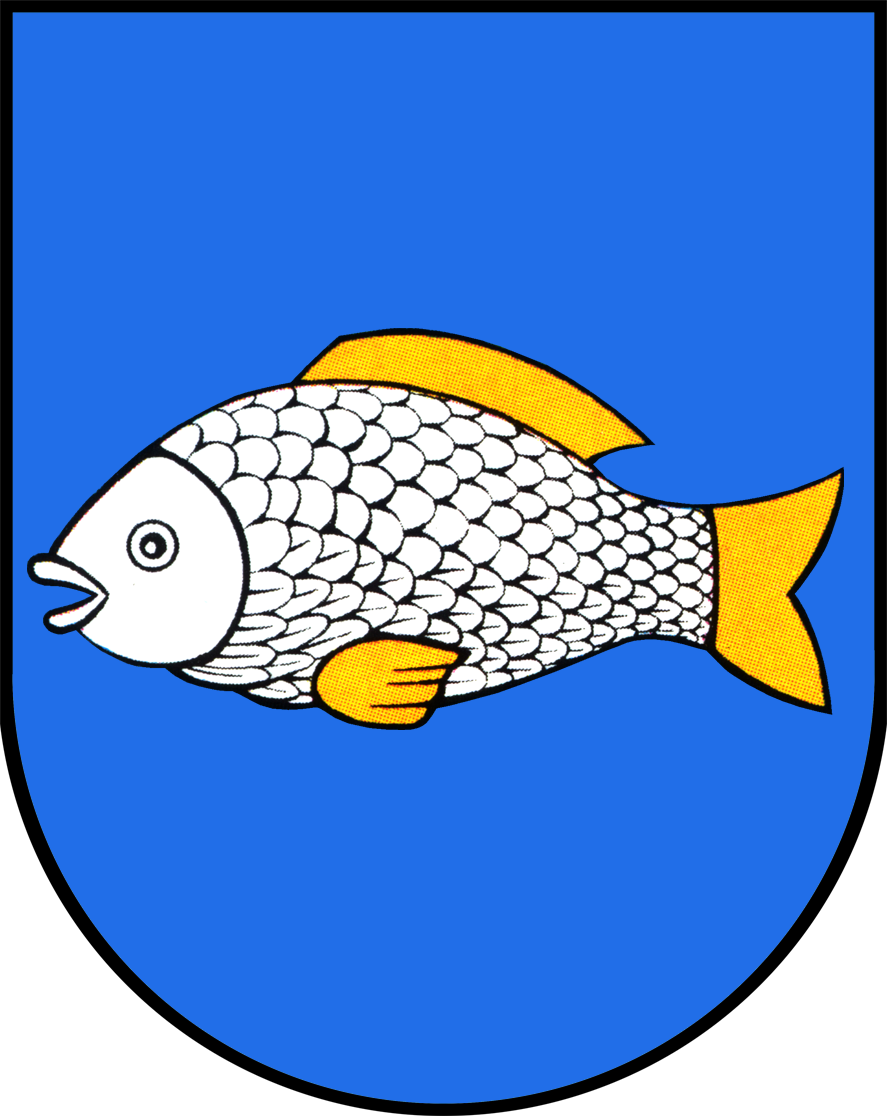
Stemma di Stralau (1987-...)
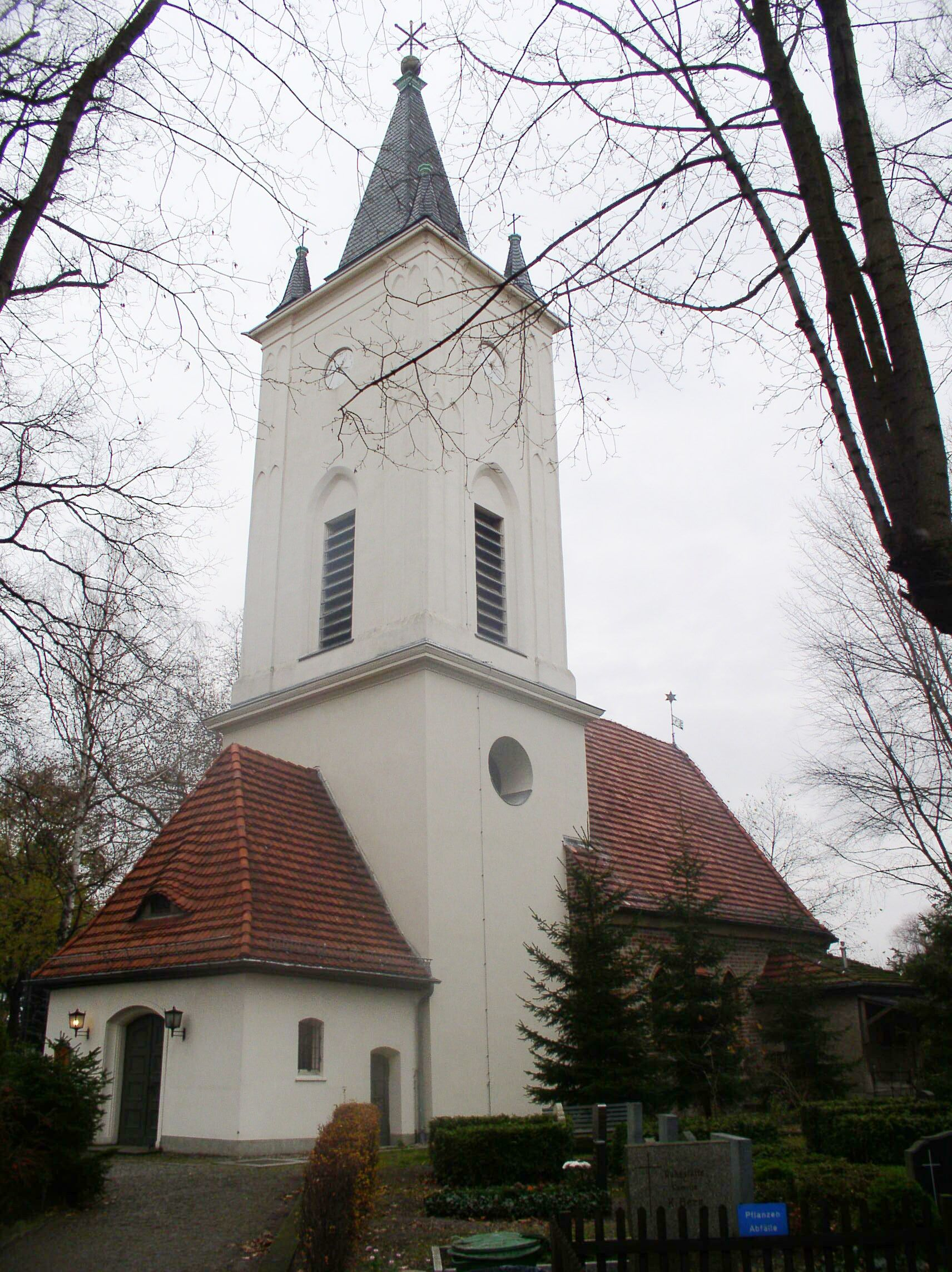
La chiesa (Dorfkirche)